# María de la Chica
María de la Chica (Granada, 1734 - s. XIX), àlies «la Granadina», va ser una cantant i actriu andalusa, molt coneguda com a còmica i tonadillera als teatres de Madrid, on va treballar de 1755 a 1782, moment de la seva jubilació.
Nascuda a Granada a el 1734. Va passar a Madrid el 1755, on va convertir-se en una de les gracioses o còmiques més populars i notables de l'època, tant que el dramaturg Ramón de la Cruz va escriure diversos sainets pensant en les dots artístics de Chica.
La seva carrera artística va ser molt llarg. Va ser admesa en la companyia en la que treballava la destacada actriu Maria Ladvenant, i el 1759 era considerada una actriu veterana. En aquests anys figura en diverses companyies madrilenyes, a càrrec de José Parra (1759-1760), al teatre de la Cruz, de José Martínez Gálvez (1760-1761), de Juan Ángel (1761-1762), sempre acompanyada gairebé sempre de les mateixes actrius, com Sebastiana Pereira, Casimira Blanco o Maria Ladvenant, tret de la temporada de 1762-1762, que conta a la companyia de María Hidalgo. El 1763 va decidir retirar-se per tornar a Granada, alhora que ho va demanar el seu marit, llicència que se'ls va concedir. Tanmateix, finalment va decidir romandre a Madrid, treballant a la companyia de Maria Ladvenant (1763-1765) al teatre del Príncep, representant diverses sarsueles, comèdies i sainets destacats, entre altres gèneres. Entre altres, el febrer de 1764 va participar en l'òpera L'Ortolanella astuta en commemoració del desposori entre la infanta Maria Lluïsa i l'arxiduc Pere Leopold, que es va representar també al teatre del Palau del Buen Retiro. Continuà treballant a la companyia fins a la seva jubilació, estant al seu càrrec Nicolás de la Calle entre 1765 i 1766.
Finalment, Chica es va jubilar el 1782, llicència que havia obtingut anteriorment. En l'àmbit personal es va casar amb Julián González, empleat del teatre del Príncipe, que s'encarregava del cobrament de la tertúlia del teatre. Van tenir un fill, Manuel González, que va emprendre la carrera artística com la seva mare, la qual en jubilar-se va procurar, amb èxit, que fos col·locat com a 4t o 5è galant de la companyia, atès l'èxit que havia tingut González en una representació el 1781. Hom afirma que María de la Chica encara vivia a començaments de segle xix.